# Jocelyn (Vorname)
Jocelyn ist ein weiblicher und männlicher Vorname.

## Herkunft und Bedeutung
Der Name stammt von einem germanischen Namen, geschrieben als Gaudelenus, Gautselin, Gauzlin und in anderen Schreibweisen. Dieser Name ist abgeleitet vom Element gaut, das aus dem Namen des germanischen Stammes der Goten stammte, kombiniert mit einem lateinischen Verkleinerungssuffix.
Die Normannen brachten den Namen in der Form Goscelin oder Joscelin nach England, wo er bis zum 14. Jahrhundert verwendet wurde. Er wurde im 20. Jahrhundert vor allem als weiblicher Name wiederbelebt. In Frankreich ist er nur ein männlicher Name.
Varianten sind Joselyn, Joslyn, Jocelin, Josceline, Josslyn, Joss (englisch), Josselin, Joceline, Jocelyne, Josseline (französisch). 

## Bekannte Namensträger (Auswahl)

### Weiblich
- Jocelyn Brown (* 1950), ist eine amerikanische R&B- und Dance-Sängerin.
- Jocelyn Bell Burnell (* 1943), britische Radioastronomin
- Jocelyn Castillo (* 1991), venezolanische Wasserspringerin
- Jocelyn Enriquez (* 1974), philippinisch-amerikanische Popsängerin
- Jocelyn Jee Esien (* 1979), britische Comedian, Schauspielerin und Autorin nigerianischer Herkunft
- Jocelyn Gould (* ≈1995), kanadische Jazzmusikerin
- Jocelyn Herbert (1917–2003), britische Kostüm- und Bühnenbildnerin
- Jocelyn Hudon (* 1994), kanadische Schauspielerin
- Jocelyn Moorhouse (* 1960), australische Filmregisseurin, Filmproduzentin und Drehbuchautorin
- Jocelyn Rae (* 1991), britische Tennisspielerin
- Jocelyn Pook (* 1960), englische Komponistin und Violinistin
- Jocelyn Rickards (1924–2005), britische Kostümdesignerin
- Jocelyn B. Smith (* 1960), US-amerikanische Jazz- und Opernsängerin
- Jocelyn Towne (* 1976), US-amerikanische Schauspielerin, Produzentin und Regisseurin
- Jocelyn Vollmar (1925–2018), US-amerikanische Ballerina

### Männlich
- Jocelyn Angloma (* 1965), französischer Fußballspieler
- Jocelyn Blanchard (* 1972), französischer Fußballspieler
- Jocelyn Delecour (* 1935), französischer Leichtathlet
- Jocelyn Gourvennec (* 1972), französischer Fußballspieler und -trainer
- Jocelyn Lovell (1950–2016), kanadischer Radrennfahrer
- Jocelyn Quivrin (1979–2009), französischer Schauspieler
- Jocelyn Thibault (* 1975), kanadischer Eishockeytorwart
- Jocelyn Field Thorpe (1872–1940), britischer Chemiker